# Angloposeidon

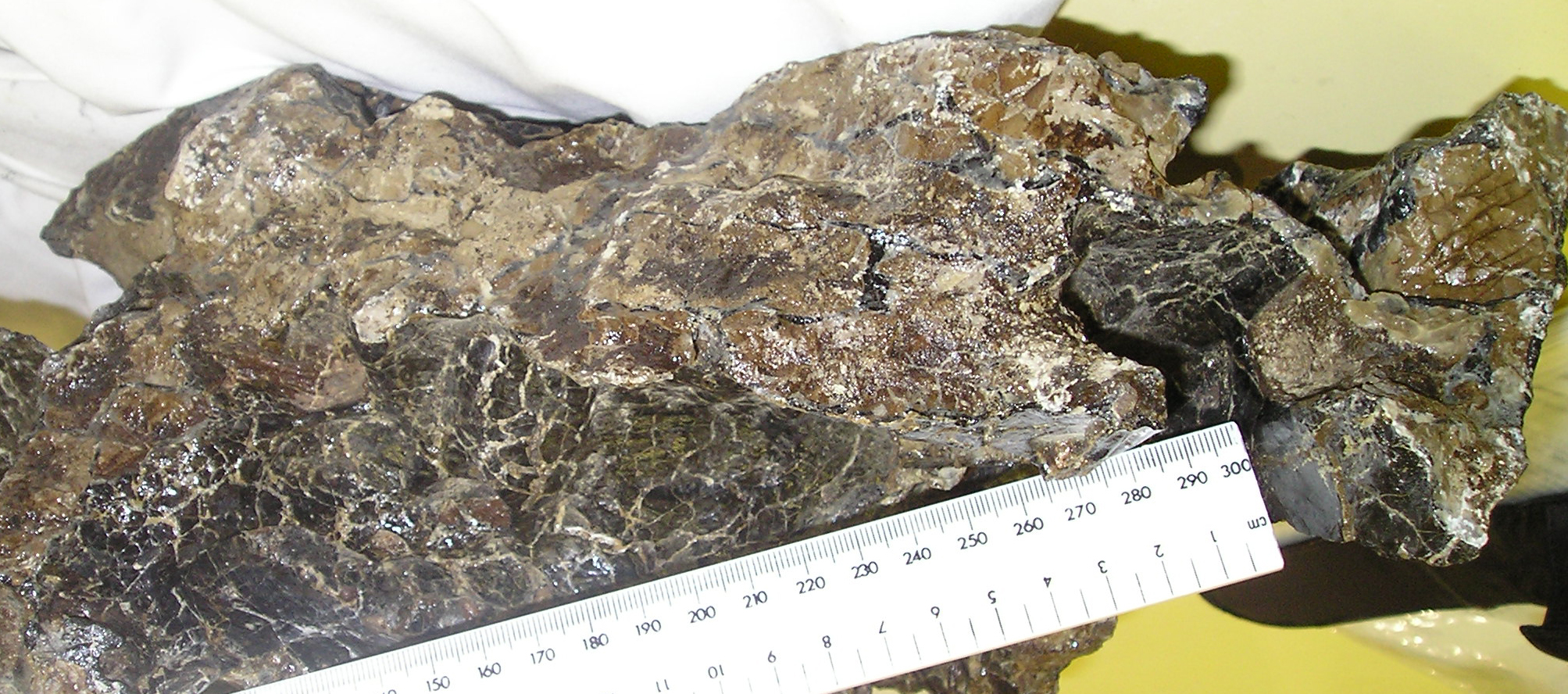
MIWG.7306

"Angloposeidon" es el nombre informal dado a un dinosaurio saurópodo de la Formación Wessex del Cretácico Inferior, más precisamente del Barremiense, de la Isla de Wight en el sur de Inglaterra. Es un posible braquiosáurido pero no ha sido nombrado formalmente. Darren Naish, un notable paleontólogo de vertebrados, ha trabajado con el espécimen y ha recomendado que este nombre solo se use de manera informal y que no se publique. Sin embargo, él mismo lo publicó en su libro Tetrapod Zoology Book One de 2010. Los restos consisten en una sola vértebra cervical, MIWG.7306, que indican que se trataba de un animal muy grande, de 20 metros o más de longitud.